# Бретенбак
Бретенбак (фр. Breitenbach) — коммуна на северо-востоке Франции в регионе Гранд-Эст (бывший Эльзас — Шампань — Арденны — Лотарингия), департамент Нижний Рейн, округ Селеста-Эрстен, кантон Мюциг. До марта 2015 года коммуна административно входила в состав упразднённого кантона Вилле (округ Селеста-Эрстен).
Площадь коммуны — 11,73 км², население — 695 человек (2006) с тенденцией к стабилизации: 690 человек (2013), плотность населения — 58,8 чел/км².

## Население
Население коммуны в 2011 году составляло 696 человек, в 2012 году — 693 человека, а в 2013-м — 690 человек.
| 1962 | 1968 | 1975 | 1982 | 1990 | 1999 | 2006 | 2008 | 2011 | 2012 | 2013 |
| ---- | ---- | ---- | ---- | ---- | ---- | ---- | ---- | ---- | ---- | ---- |
| 714  | 726  | 747  | 642  | 671  | 652  | 695  | 692  | 696  | 693  | 690  |

Динамика населения:

## Экономика
В 2010 году из 451 человек трудоспособного возраста (от 15 до 64 лет) 349 были экономически активными, 102 — неактивными (показатель активности 77,4 %, в 1999 году — 72,0 %). Из 349 активных трудоспособных жителей работали 319 человек (168 мужчин и 151 женщина), 30 числились безработными (15 мужчин и 15 женщин). Среди 102 трудоспособных неактивных граждан 26 были учениками либо студентами, 51 — пенсионерами, а ещё 25 — были неактивны в силу других причин.

## Достопримечательности (фотогалерея)

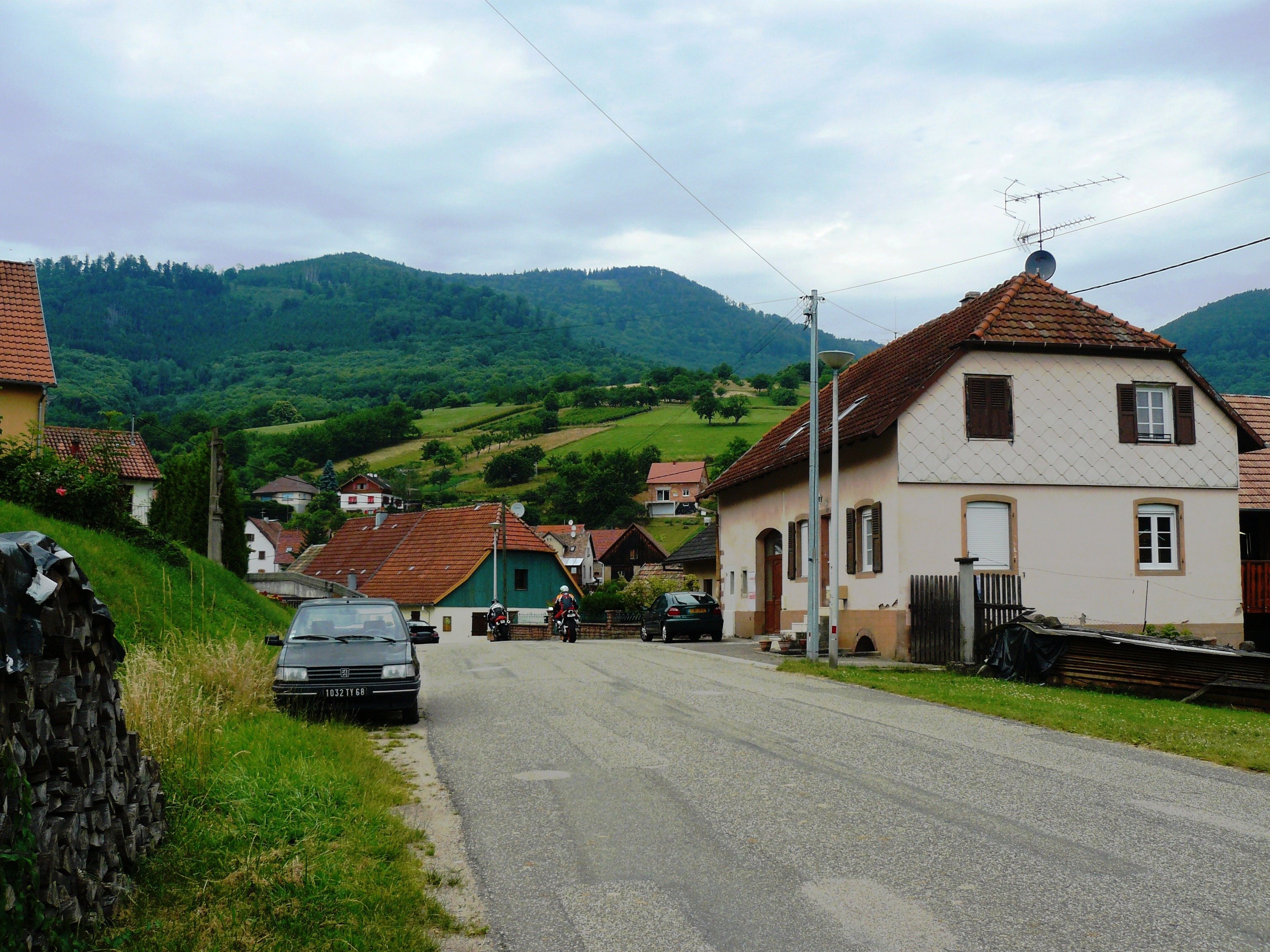
Вид на коммуну
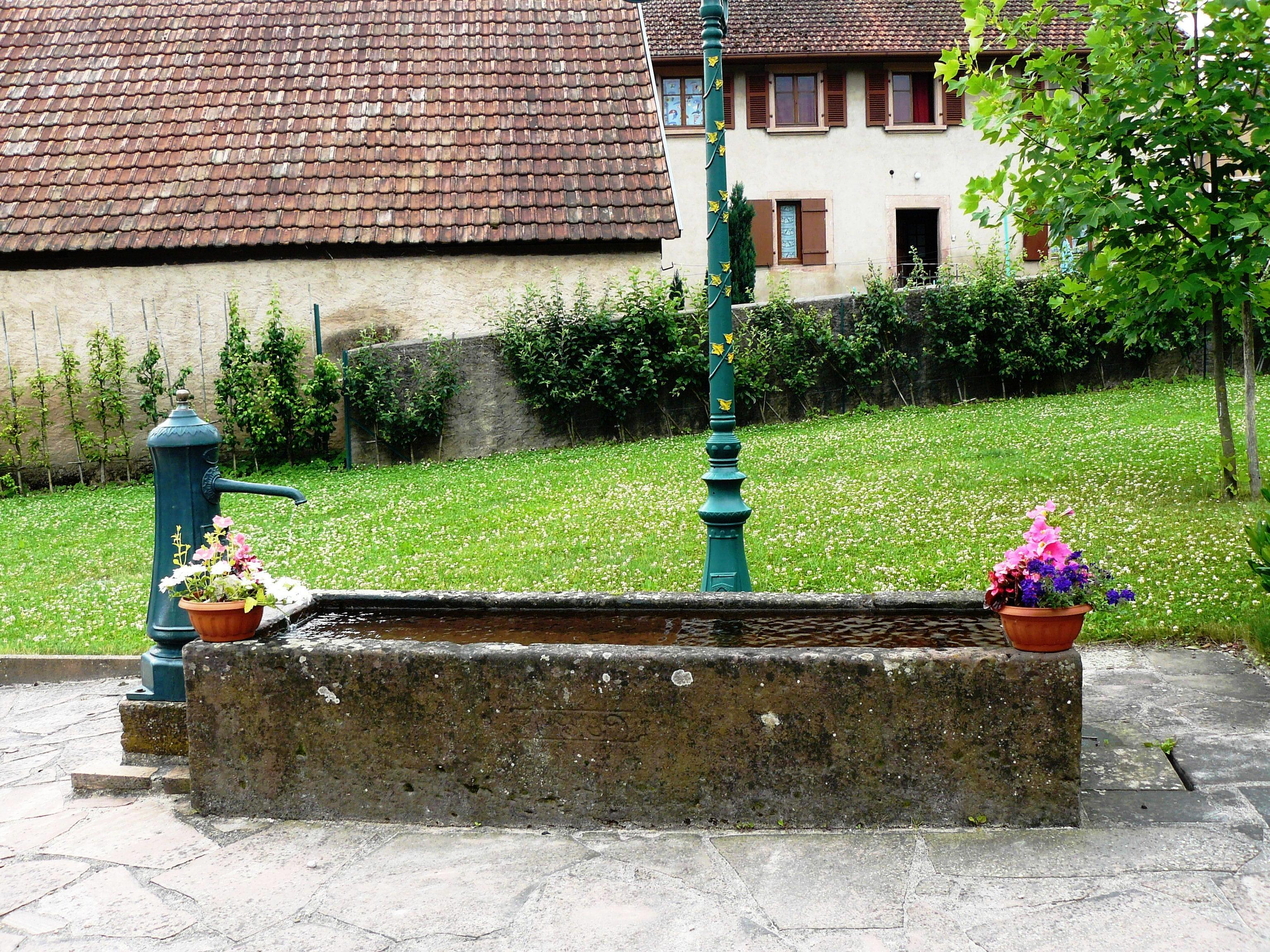
Фонтан
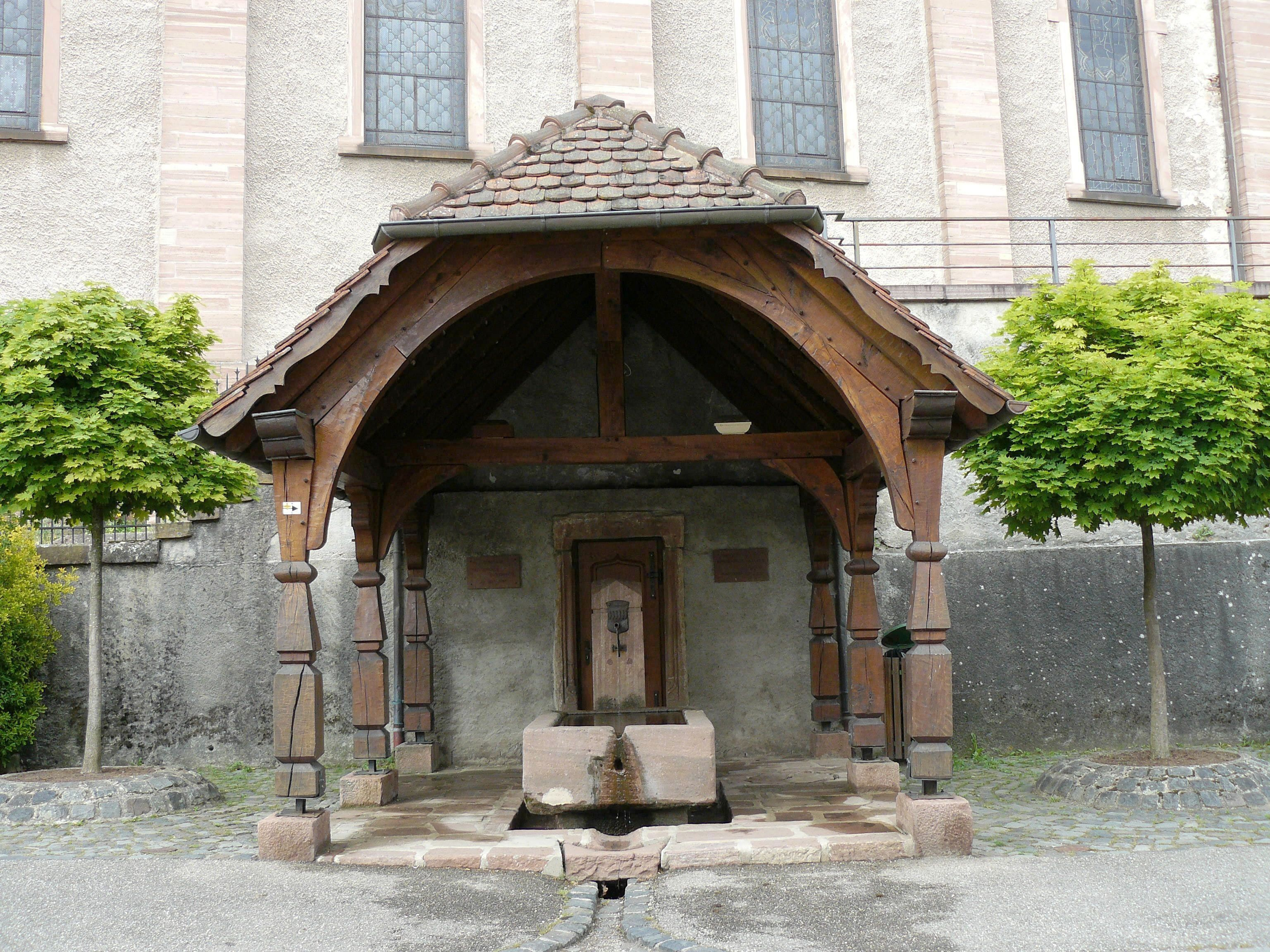
Фонтан возле церкви
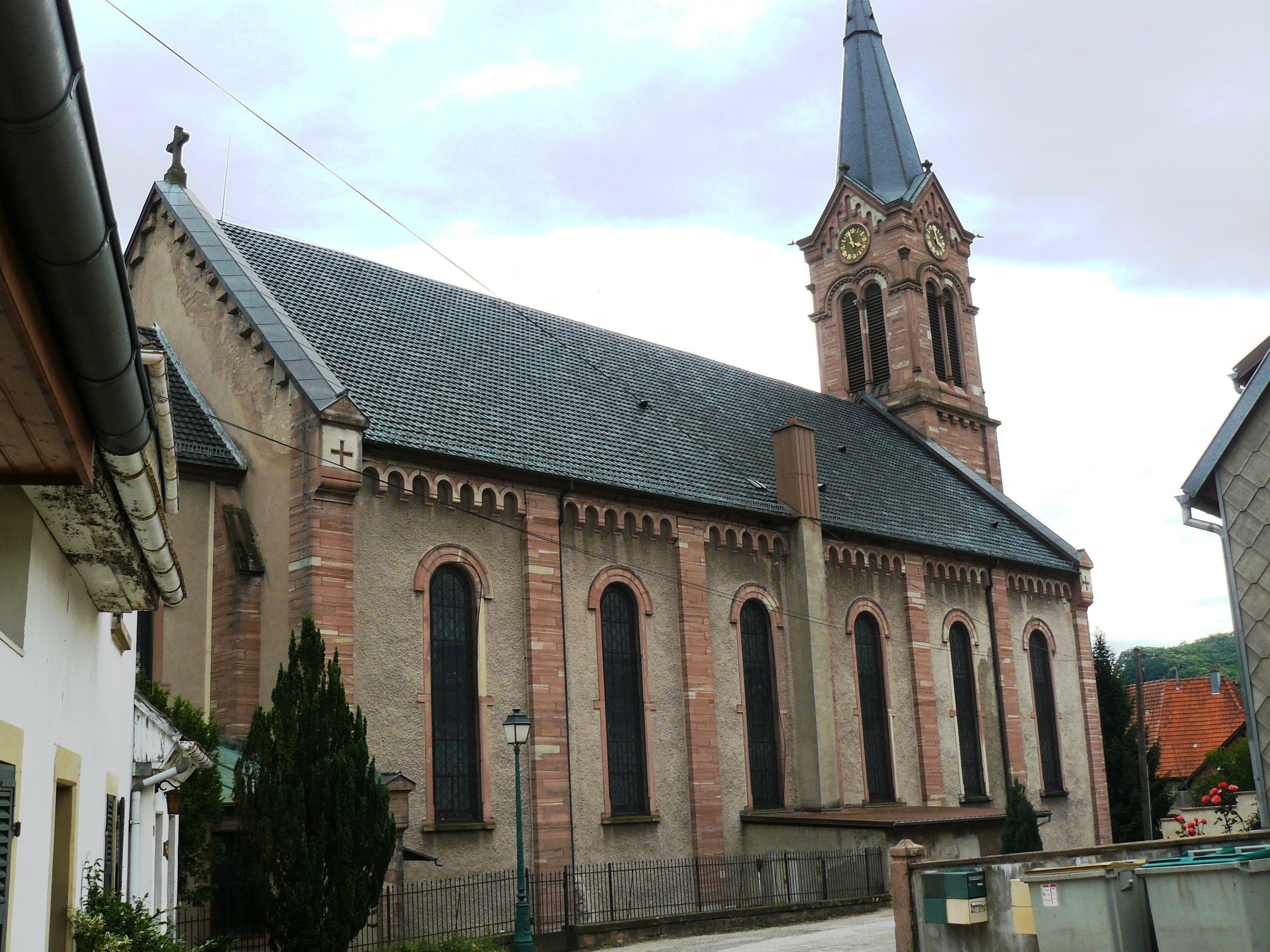
Церковь
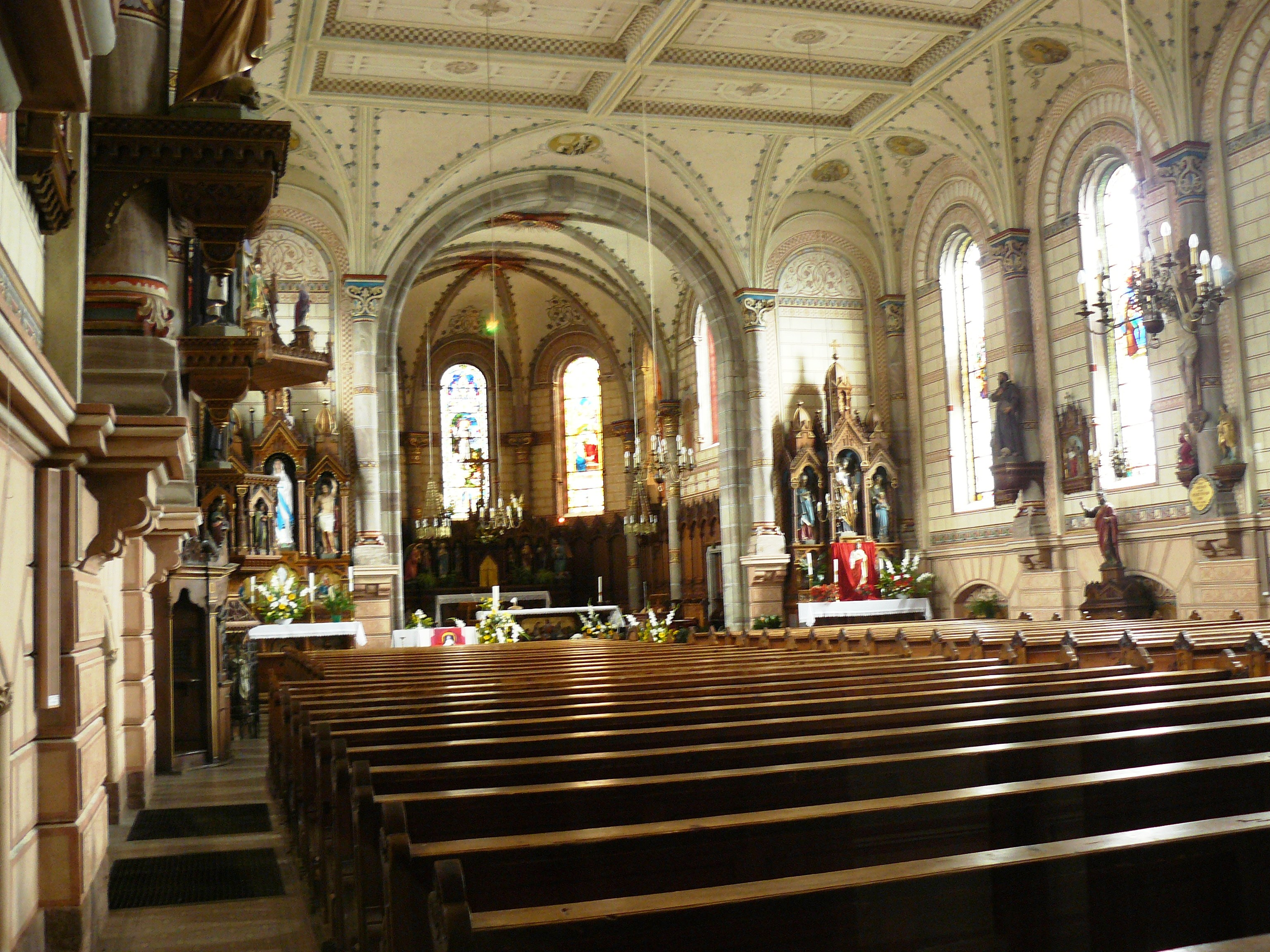
Интерьер